# 船越義房
船越 義房（ふなこし よしふさ、1904年〈明治37年〉2月4日 - 没年不明）は、日本の会社役員、工学博士。熊谷組顧問。旧姓・北垣。

## 経歴
島根県能義郡大塚村（現・安来市）出身。北垣仁之助の三男。1925年、松江高等学校理科卒業、同年に鳥取県米子市紺屋町、船越作一郎の養子となる。1929年、東京帝国大学工学部建築学科卒業。同大学院にて建築音響学を専攻する。
日本大学講師、教授。藤原工業大学、東京府立高校、成蹊高校各講師、厚生科学研究所員、三星産業技術部長。1952年、日建設計工務常務取締役。1969年、熊谷組入社、同社専務取締役、のちに同社顧問。

## 人物
宗教は仏教。趣味は写真、庭球、ゴルフ。住所は東京都杉並区上荻2丁目。

## 家族・親族
船越家
- 父・作一郎（1885年 - 1967年、鳥取県会議員[5]、鳥取県多額納税者、日本クローム工業社長） - 住所は鳥取県米子市紺屋町[6][7]。
- 義弟・晋（1908年 - ?、日本クローム工業社長）
- 妻（1904年 - ?、鳥取、船越作一郎の長女）[1][6][7]
- 長男・徹[6]（1931年 - 2017年、建築家、工学博士、東京電機大学名誉教授）
- 二男[6]
- 長女、二女[1][6]

親戚
- 兄・北垣公美（島根県能義郡大塚村郵便局長）[1]

## 著書
- 『生活科学読本』[1]
- 『高等平面立体図学』（市浦健との共著）